# Casal Morena
Pour les articles homonymes, voir Casal.

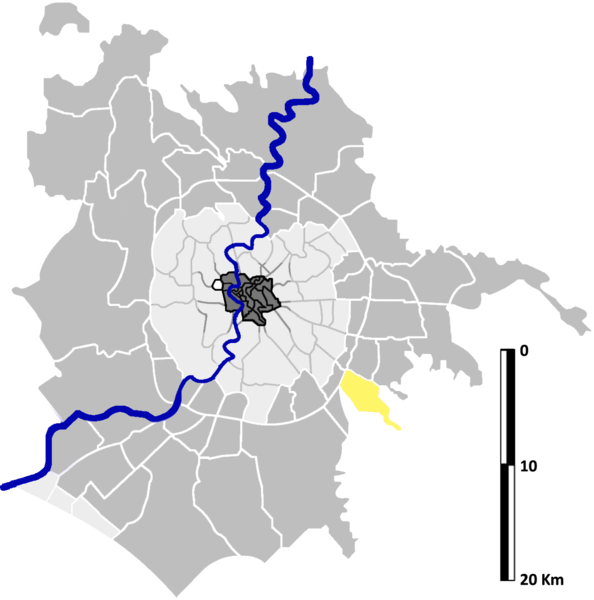
Localisation de Casal Morena sur la carte administrative de Rome.

Casal Morena est une zona di Roma (zone de Rome) située au sud-est de Rome dans l'Agro Romano en Italie. Elle est désignée dans la nomenclature administrative par Z.XIX et fait partie du Municipio VII. Sa population est de 33 294 habitants répartis sur une superficie de 10,92 km2.

## Histoire
Casal Morena doit son nom à la tour Morena datant du XIVe siècle, elle-même nommée ainsi car elle fut édifiée sur les terrais ayant appartenu au consul romain Aulus Terentius Varro Murena au Ier siècle av. J.-C.

## Lieux particuliers
- Église San Matteo
- Église de la Natività
- Église San Ferdinando Re (1958)
- Église San Girolamo Emiliani (1975)
- Église Sant'Anna (1976)
- Église Sant'Andrea Corsini (1989)
- Église Cristo Re (1986) rattachée au diocèse de Frascati
- Église Sant'Andrea Apostolo rattachée au diocèse de Frascati